# Shakedown
Shakedown é um filme noir estadunidense dirigido por Joseph Pevney e estrelado por Howard Duff, Brian Donlevy, Peggy Dow, Lawrence Tierney, Bruce Bennett e Anne Vernon. Foi lançado em 1 de setembro de 1950 pela Universal Pictures.

## Elenco
- Howard Duff como Jack Early
- Brian Donlevy como Nick Palmer
- Peggy Dow como Ellen Bennett
- Lawrence Tierney ...Colton
- Bruce Bennett ...David Glover
- Anne Vernon como Nita Palmer (como Ann Vernon)
- Stapleton Kent ...editor da cidade
- Peter Virgo ...Roy
- Charles Sherlock ...Sam
- Rock Hudson ...porteiro (sem créditos)